# Participbildande hjälpverb
Participbildande hjälpverb eller passivbildande hjälpverb är hjälpverb som uttrycker passiv form, till exempel bliva, varda och vara. 
Exempel: Varmkorven blir uppäten (passiv form) av mig.